# Gouden Harp
De Gouden Harp is een Nederlandse muziekprijs die wordt uitgereikt door de Stichting Buma Cultuur.
Voor de Gouden Harp komen personen in aanmerking die zich gedurende hun carrière op bijzondere wijze verdienstelijk hebben gemaakt voor de Nederlandse muziek, aldus Buma Cultuur. De Gouden Harp werd jaarlijks toegekend door een wisselende vakjury. De prijs geldt als een van de belangrijkste prijzen van de Nederlandse muziek. Hij werd in 1962 voor het eerst toegekend (aan Ferry van Delden en aan Hugo de Groot). In 1975 hebben Cor Lemaire en Wim Ibo hun Gouden Harp teruggegeven nadat een Gouden Harp werd toegekend aan de Zangeres Zonder Naam.
Naast de Gouden Harp kende Buma Cultuur ook de Zilveren Harp voor veelbelovend talent toe.
Tot 18 maart 2014 werden de Harpen uitgereikt tijdens het Harpen Gala, voortaan zullen deze Nederlandse muziekprijzen de Buma Awards heten. De jaarlijkse Buma Gouden Harp blijft bestaan als oeuvreprijs voor een persoon die veel heeft betekend voor de Nederlandse muziek.
De Buma Gouden Harp is bedoeld voor hen, die zich gedurende hun – nog actieve of kort geleden beëindigde - carrière op bijzondere wijze verdienstelijk hebben gemaakt voor de Nederlandse Muziek.
In aanmerking komen scheppende en uitvoerende kunstenaars, die Nederlandse muziek vervaardigen of uitvoeren, alsmede personen, die deze vervaardiging of uitvoeringen bevorderen. De toekenning van de Buma Gouden Harp geschiedt door het Buma Cultuur bestuur.

## Gouden Harpwinnaars

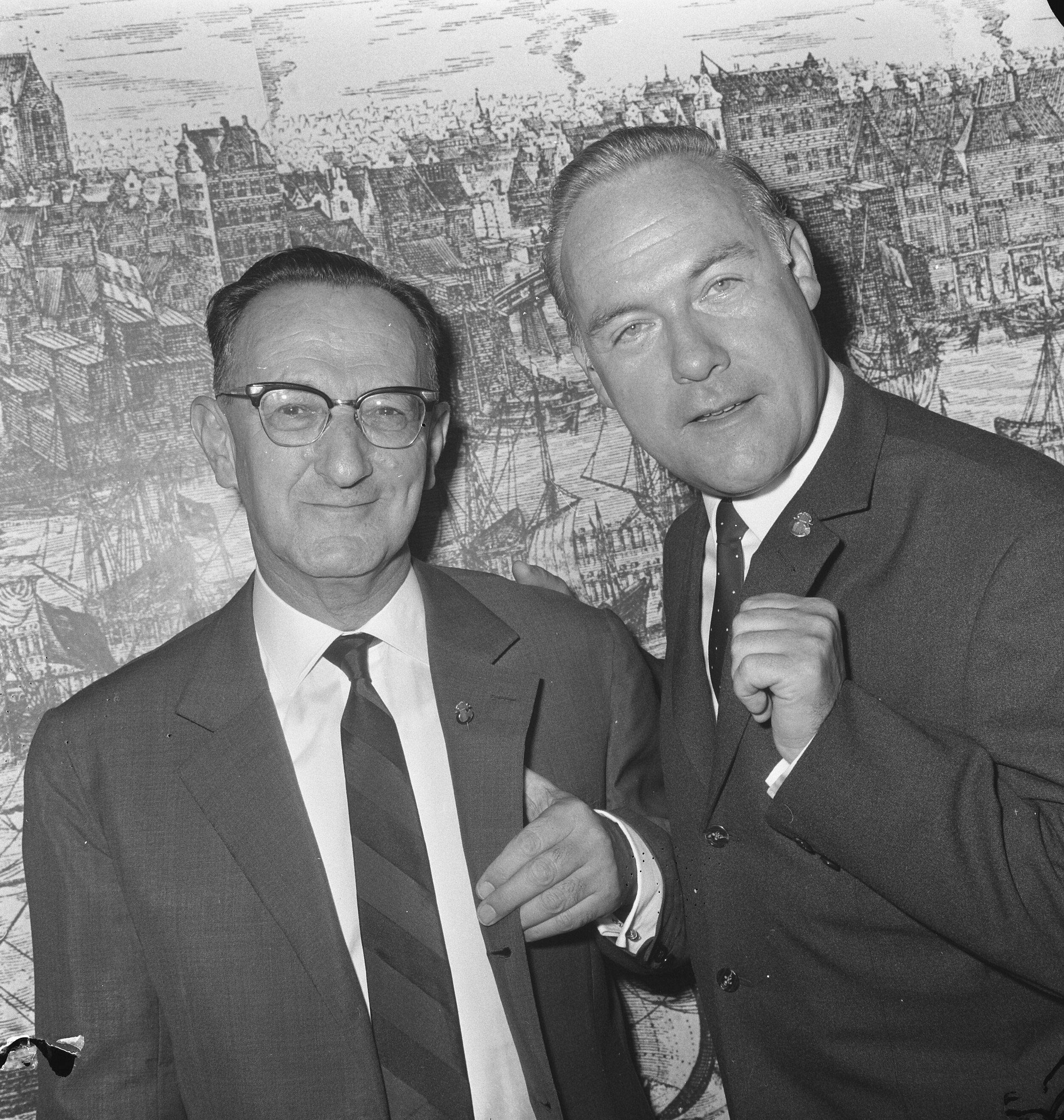
Benedict Silberman en Eddy Christiani nadat ze de Gouden Harp in ontvangst hadden genomen (1965)

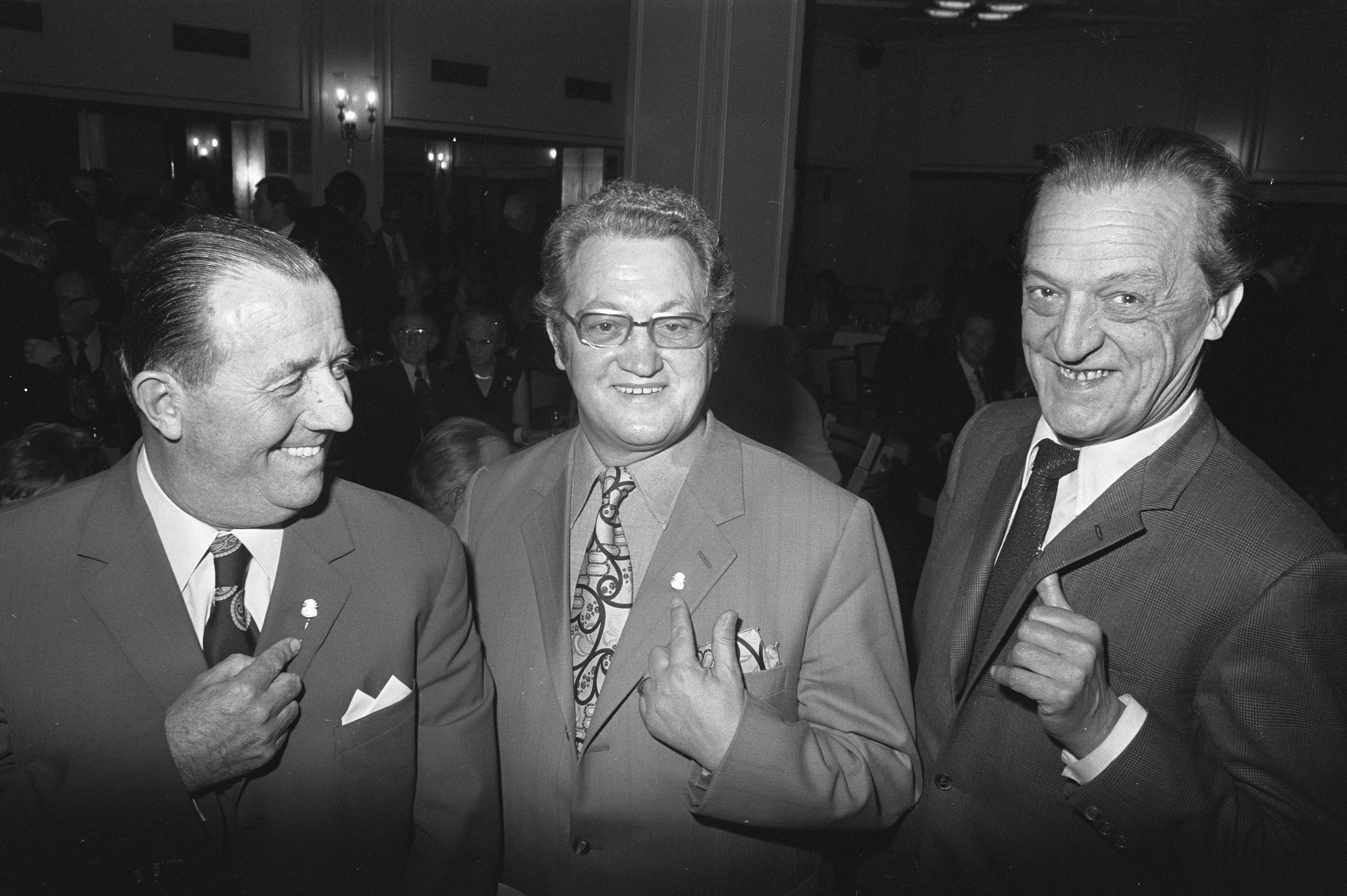
Nico Boer, Johnny Jordaan en Cor Lemaire nadat ze de Gouden Harp in ontvangst hadden genomen (1972)

| 1962 | Ferry van Delden Hugo de Groot                                                                   |
| 1964 | Rine Geveke Max van Praag Lex van Weren Jack Bess (postuum)                                      |
| 1965 | Eddy Christiani Benedict Silberman                                                               |
| 1966 | Malando Bob Scholte                                                                              |
| 1967 | Annie M.G. Schmidt Harry Bannink Joop de Leur                                                    |
| 1968 | Corry Brokken Wim Ibo Michel van der Plas Herman Tholen                                          |
| 1969 | Conny Stuart Jules de Corte Harry de Groot Jack Millar Cor Smit                                  |
| 1970 | Jack Bulterman Pieter Goemans Robbie van Leeuwen Lennaert Nijgh Jelle de Vries A.J.G. Strengholt |
| 1971 | Jasperina de Jong Guus Vleugel Eli Asser Bert Paige Julius Susan                                 |
| 1972 | Nico Boer Johnny Jordaan Cor Lemaire Marinus van ‘t Woud Willy van Hemert                        |
| 1973 | Willy Alberti The Cats Henk Elsink Boudewijn de Groot                                            |
| 1974 | Hans van Hemert Joop Stokkermans Paul van Vliet Rolf ten Kate                                    |
| 1975 | Han Dunk Gerrit den Braber Rogier van Otterloo Mary Servaes-Bey (Zangeres Zonder Naam)           |
| 1976 | Adèle Bloemendaal George Baker Selection Herman van Veen                                         |
| 1977 | Conny Vandenbos André van Duin Peter Koelewijn                                                   |
| 1978 | Harrie Geelen Pierre Kartner Henry Mildenberg                                                    |
| 1979 | Willem Duys Toon Hermans The Ramblers Gerard van Krevelen                                        |
| 1980 | Earth & Fire Ramses Shaffy                                                                       |
| 1981 | Willeke Alberti Tonny Eyk Willem van Kooten                                                      |
| 1982 | Ruud Bos BZN Rob de Nijs                                                                         |
| 1983 | Flory Anstadt (Kinderen voor Kinderen) Golden Earring Johnny Hoes Laurens van Rooyen             |
| 1984 | Jaap Eggermont Robert Long                                                                       |
| 1985 | Martine Bijl Ivo de Wijs Gerard Stellaard                                                        |
| 1986 | Bolland & Bolland Seth Gaaikema Herman Stok Pi Veriss                                            |
| 1987 | Jos Brink Mieke Telkamp Hans Vermeulen Willem Wilmink                                            |
| 1988 | Annie de Reuver Flairck Herman Brood                                                             |
| 1989 | Gerard Cox The Nits Henk Temming & Henk Westbroek Harry van Hoof                                 |
| 1990 | Corry Konings Erik van der Wurff Jan Boerstoel Frank Boeijen                                     |
| 1991 | Drs. P (Heinz Polzer) Margriet Eshuijs                                                           |
| 1992 | Jenny Arean Anita Meyer Normaal Hans van Eijck                                                   |
| 1993 | Peter van Asten De Dijk Joop van den Ende                                                        |
| 1994 | Jurre Haanstra André Hazes Karin Bloemen René Froger                                             |
| 1995 | Paul de Leeuw Benny Neyman Metropole Orkest Henny Vrienten                                       |
| 1996 | Youp van 't Hek Ruth Jacott John de Mol sr. The Scene Cor Bakker                                 |
| 1997 | Jochem Fluitsma & Eric van Tijn Freek de Jonge Liesbeth List Mathilde Santing                    |
| 1998 | Roy Beltman Marco Borsato John Ewbank Willem Nijholt Rowwen Hèze                                 |
| 1999 | Eddy de Clercq Fay Lovsky Stef Bos Riny Schreijenberg en Emile Hartkamp                          |
| 2000 | Stef Bos Simone Kleinsma                                                                         |
| 2001 | De Kast Belinda Meuldijk                                                                         |
| 2002 | Anouk Acda & De Munnik BLØF                                                                      |
| 2003 | Frans Bauer Hans Dorrestijn Trijntje Oosterhuis                                                  |
| 2004 | Jan Akkerman Lenette van Dongen Friso Wiegersma                                                  |
| 2005 | Brigitte Kaandorp Guus Meeuwis Ferry Maat                                                        |
| 2006 | Louis van Dijk Herman Finkers Harry Muskee Willem van Beusekom (postuum)                         |
| 2007 | Ilse DeLange Candy Dulfer DJ Tiësto                                                              |
| 2008 | Krezip Gerard van Maasakkers Jan Smit Within Temptation                                          |
| 2009 | Armin van Buuren Jaap Buijs Wende Snijders                                                       |
| 2010 | Nick & Simon Tony Berk VanVelzen Kane                                                            |
| 2011 | Racoon De Jeugd van Tegenwoordig Giorgio Tuinfort                                                |
| 2013 | John de Mol                                                                                      |
| 2014 | Daniël Dekker                                                                                    |
| 2015 | Duncan Stutterheim                                                                               |
| 2016 | Frits Spits                                                                                      |
| 2017 | Edwin Evers                                                                                      |
| 2020 | Ben Liebrand                                                                                     |
| 2021 | Van Dik Hout                                                                                     |
| 2022 | Anna Knaup                                                                                       |
| 2023 | Paul Elstak                                                                                      |